# Couchey
Couchey ist eine französische Gemeinde mit 1.108 Einwohnern (Stand: 1. Januar 2022) im Département Côte-d’Or in der Region Bourgogne-Franche-Comté. Sie gehört zum Arrondissement Beaune und zum Kanton Longvic. Die Einwohner werden Couchois genannt.

## Geographie
Couchey liegt etwa acht Kilometer südwestlich von Dijon. Nachbargemeinden von Couchey sind Marsannay-la-Côte im Norden, Perrigny-lès-Dijon im Nordosten und Osten, Fixin im Süden, Valforêt im Westen, Flavignerot im Westen und Nordwesten sowie Corcelles-les-Monts im Nordwesten.

## Bevölkerungsentwicklung
| Jahr                       | 1962 | 1968 | 1975 | 1982 | 1990 | 1999 | 2006 | 2013 | 2019 |
| Einwohner                  | 753  | 974  | 1255 | 1135 | 1267 | 1187 | 1177 | 1160 | 1110 |
| Quellen: Cassini und INSEE |      |      |      |      |      |      |      |      |      |

## Sehenswürdigkeiten

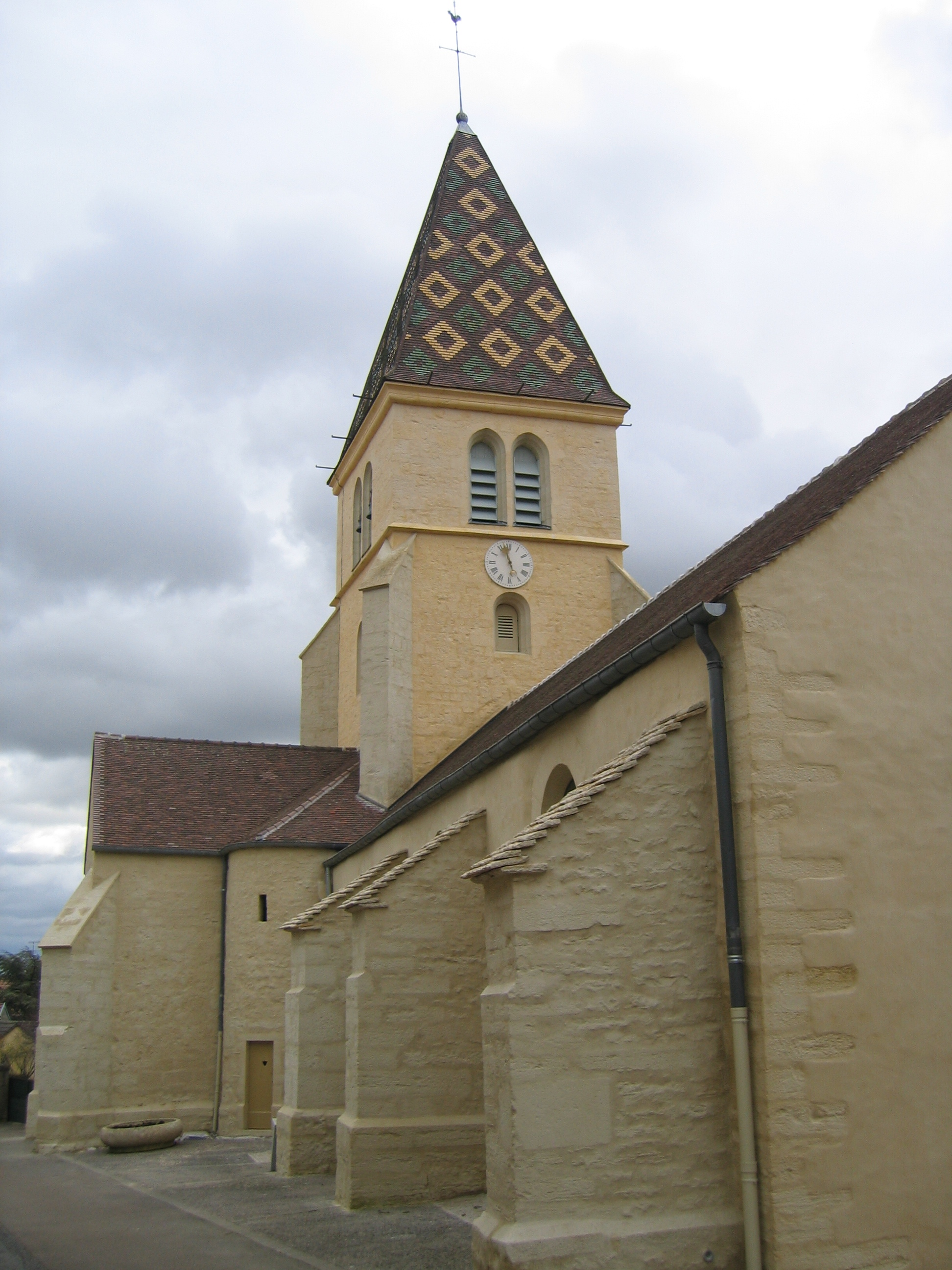
Kirche Saint-Germain-d'Auxerre-et-Saint-Rémi

- Kirche Saint-Germain-d'Auxerre-et-Saint-Rémi